# Daniela Georgieva
Daniela Georgieva (Sofia, 22 september 1969) is een atleet uit Bulgarije.
Op de Wereldkampioenschappen indooratletiek 1995 behaalde Georgieva een bronzen medaille op de 400 meter.
Op de Olympische Zomerspelen van Sydney in 2000 liep Georgieva voor Bulgarije de 400 meter.
- World Athletics: 14268712